# X-Ten
X-Ten (X-Diez) es el décimo disco de la carrera de Blue System. Es editado en 1994 bajo el sello BMG Ariola y producido por Dieter Bohlen. El álbum contiene 11 nuevos temas.

## Lista de canciones
| #   | Título                                         | Tiempo |
| --- | ---------------------------------------------- | ------ |
| 1.  | "Dr. Mabuse" (Dieter Bohlen)                   | 3:40   |
| 2.  | "If There Is A God In Heaven" (Dieter Bohlen)  | 3:20   |
| 3.  | "How Will I Know" (Dieter Bohlen)              | 3:30   |
| 4.  | "Good Night Marielin" (Dieter Bohlen)          | 4:45   |
| 5.  | "Don't Knock Me Out" (Dieter Bohlen)           | 3:15   |
| 6.  | "You'll Be My Hero" (Dieter Bohlen)            | 3:55   |
| 7.  | "Does Your Mother Really Know" (Dieter Bohlen) | 3:25   |
| 8.  | "When You Are Lonely" (Dieter Bohlen)          | 4:28   |
| 9.  | "The Earth Will Move" (Dieter Bohlen)          | 3:20   |
| 10. | "Don't Stop To Dance" (Dieter Bohlen)          | 3:45   |
| 11. | "Crying Game" (Dieter Bohlen)                  | 3:15   |

## Posicionamiento
| Chart (1994)          | Máxima Posición |
| --------------------- | --------------- |
| Alemania albums chart | 24              |

- Datos: Q3034831